# Johann Esich (Historiker)
Johann Esich (* 1557 in Bremen; † 30. August 1602 in Bremen) war ein deutscher Pädagoge, Prediger und Historiker.

## Biografie
Esich war der Sohn des Bremer Bürgermeisters Johann Esich (1518–1578). Er studierte an der Universität Wittenberg, der Universität Leiden, der Universität Heidelberg und der Universität Basel. Nach dem Studium war er Präzeptor (Lehrer) des Grafen von Nassau. 1589 wurde er Dr. theol.
Von 1587 bis 1593 war er der zweite Rektor der Lateinschule in Bremen, dem späteren Gymnasium Illustre; er war Nachfolger von Rektor Theodor Gluichstein, ihm folgte 1600 Johannes Wessels.

Ab 1590 war er evangelischer Kanoniker und außerordentlicher Prediger an der St. Stephanikirche in Bremen.
Er verfasste u. a. Werke über die Geschichte Bremens, die er 1598 dem Bremer Rat übergab.

### Esich-Haus, heute Essighaus
Das Esich-Haus in Bremen wurde im Stil der Weserrenaissance von der Familie Esich in der Langenstraße 13 erst 1618 vollendet durch den Ratsherrn Harmen Esich. Es wird heute als Essighaus bezeichnet, da in den in späteren Jahren hier auch eine Essigfabrikation war.